# Mike McMahon junior
Michael William „Mike“ McMahon junior (* 30. August 1941 in Québec City, Québec; † 29. April 2013 in Saint Paul, Minnesota) war ein kanadischer Eishockeyspieler. In seiner von 1962 bis 1977 andauernden und von zahlreichen Wechseln geprägten Profikarriere bestritt der Verteidiger jeweils über 200 Partien in der National Hockey League (NHL) und der World Hockey Association (WHA). Zudem stand er regelmäßig in Minor Leagues auf dem Eis, insbesondere der American Hockey League sowie der Central Professional Hockey League (CPHL), und war für insgesamt über 20 verschiedene Teams aktiv. Einen besonderen regionalen Schwerpunkt seiner Laufbahn stellte der Bundesstaat Minnesota dar, wo er längere Zeit für die North Stars (NHL), Fighting Saints (WHA) und Rangers (CPHL) auflief und sich nach seiner aktiven Karriere niederließ.

## Karriere

### Anfänge
Mike McMahon junior wurde in Québec City geboren, als sein Vater Mike McMahon senior dort für die As de Québec in der Québec Senior Hockey League aktiv war. In seiner Jugend spielte er unter anderem für die Fort Erie Frontiers, bevor er zur Saison 1959/60 zu den Guelph Biltmore Mad Hatters in die Ontario Hockey Association (OHA) wechselte. Für das Team, das ab der folgenden Spielzeit als Guelph Royals firmierte, verzeichnete er 1960/61 in 46 Spielen 46 Scorerpunkte und wurde daher ins Second All-Star Team der OHA gewählt. Im Jahr darauf fand der Verteidiger auch im First All-Star Team Berücksichtigung. Erste Profierfahrung sammelte er in der Folge in der Eastern Professional Hockey League, wo er für kurzzeitig für die  Kitchener-Waterloo Beavers sowie in der Spielzeit 1962/63 für die Sudbury Wolves auflief.

### NHL
In der Saison 1963/64 bestritt McMahon für die New York Rangers seine ersten Einsätze in der National Hockey League (NHL) und kam für die Mannschaft in den folgenden drei Jahren sporadisch zum Einsatz. Überwiegend stand er allerdings bei den St. Paul/Minnesota Rangers in der Central Professional Hockey League (CPHL) sowie bei den Baltimore Clippers in der American Hockey League (AHL) auf dem Eis. Dabei gewann er mit dem Team aus Minnesota im Jahre 1965 die CPHL-Playoffs um den Adams Cup und wurde darüber hinaus als bester Verteidiger der Liga ausgezeichnet sowie ins CPHL First All-Star Team berufen. Beide persönlichen Auszeichnungen erhielt der Kanadier 1967 erneut im Trikot der Houston Apollos, das Farmteam der Canadiens de Montréal. Die Canadiens hatten den Abwehrspieler im Juni 1966 über den NHL Intra-League Draft verpflichtet, jedoch sollte er in der Folge kein NHL-Spiel in Montréal bestreiten.
Regelmäßige Einsatzzeit wurde McMahon in der NHL erst durch die große große Ligaerweiterung von 1967 zuteil, in dessen Rahmen unter anderem die Minnesota North Stars der Liga beitraten und ihn im Juni 1967 für eine finanzielle Gegenleistung von den Canadiens verpflichteten. Bei den North Stars bestritt er die Saison 1967/68 als einzige Spielzeit komplett in der NHL und verzeichnete dabei mit 47 Punkten aus 74 Spielen auch seinen Karriere-Bestwert. Nach eineinhalb Jahren gab ihn Minnesota samt André Boudrias an die Chicago Black Hawks ab und erhielt im Gegenzug Tom Reid und Bill Orban. In der Windy City war er nur bis Oktober gleichen Jahres aktiv, als er über den Waiver zu den Detroit Red Wings gelangte, die ihn wiederum zwei Partien und 14 Tage später gegen Billy Dea zu den Pittsburgh Penguins tauschten. In der Organisation der Penguins kam er wieder überwiegend in der AHL für die Baltimore Clippers zum Einsatz, wo er am Saisonende ins AHL Second All-Star Team gewählt wurde.
Über den NHL Expansion Draft 1970 gelangte McMahon in der Folge zu den Buffalo Sabres, die ihn nach nur zwölf Spielen zu den Los Angeles Kings transferierten und dafür Eddie Shack und Dick Duff erhielten. Wie zuvor für die Canadiens bestritt er auch für die Kings keine NHL-Partie und gewann stattdessen mit deren Farmteam, den Springfield Kings, die AHL-Playoffs um den Calder Cup. Im Oktober 1971 kehrte der Abwehrspieler im Tausch für Wayne Rivers zu den New York Rangers zurück, für die er 1971/72 eine einzige und zugleich seine letzte NHL-Partie absolvierte. Überwiegend stand er in diesem Jahr bei den Providence Reds und (leihweise) den Rochester Americans in der AHL auf dem Eis.

### WHA und Karriereende
1972 nutzte McMahon die Gelegenheit, in der neu gegründeten World Hockey Association (WHA) nach Minnesota zurückzukehren und dort fortan für die Fighting Saints aufzulaufen. In den folgenden Jahren trat der Verteidiger noch einmal als regelmäßiger Scorer in Erscheinung, bevor er im Juni 1975 über den Intra-League Draft der WHA zu den San Diego Mariners gelangte. Dort spielte er sein letztes WHA-Jahr, bevor er seine Karriere bei den Springfield Indians – das Team, mit dem er unter dem Namen Kings den Calder Cup gewonnen hatte – ausklingen ließ. Anschließend ließ er sich in Minnesota nieder und verstarb am 29. April 2013 im Alter von 71 Jahren in Saint Paul.

## Erfolge und Auszeichnungen
| - 1961 OHA Second All-Star Team - 1962 OHA First All-Star Team - 1965 Adams-Cup-Gewinn mit den St. Paul Rangers - 1965 CPHL Most Valuable Defenseman Award - 1965 CPHL First All-Star Team | - 1967 CPHL Most Valuable Defenseman Award - 1967 CPHL First All-Star Team - 1970 AHL Second All-Star Team - 1971 Calder-Cup-Gewinn mit den Springfield Kings - 1973 Teilnahme am WHA All-Star Game |

## Karrierestatistik
(Legende zur Spielerstatistik: Sp oder GP = absolvierte Spiele; T oder G = erzielte Tore; V oder A = erzielte Assists; Pkt oder Pts = erzielte Scorerpunkte; SM oder PIM = erhaltene Strafminuten; +/− = Plus/Minus-Bilanz; PP = erzielte Überzahltore; SH = erzielte Unterzahltore; GW = erzielte Siegtore; 1 Play-downs/Relegation; Kursiv: Statistik nicht vollständig)

## Persönliches
Sein Vater Mike McMahon senior (1915–1974) war ebenfalls Eishockeyspieler, lief in den 1940er Jahren für die Canadiens de Montréal sowie die Boston Bruins in der NHL auf und gewann mit Montréal in den Playoffs 1944 den Stanley Cup.